# Carpent tua poma nepotes

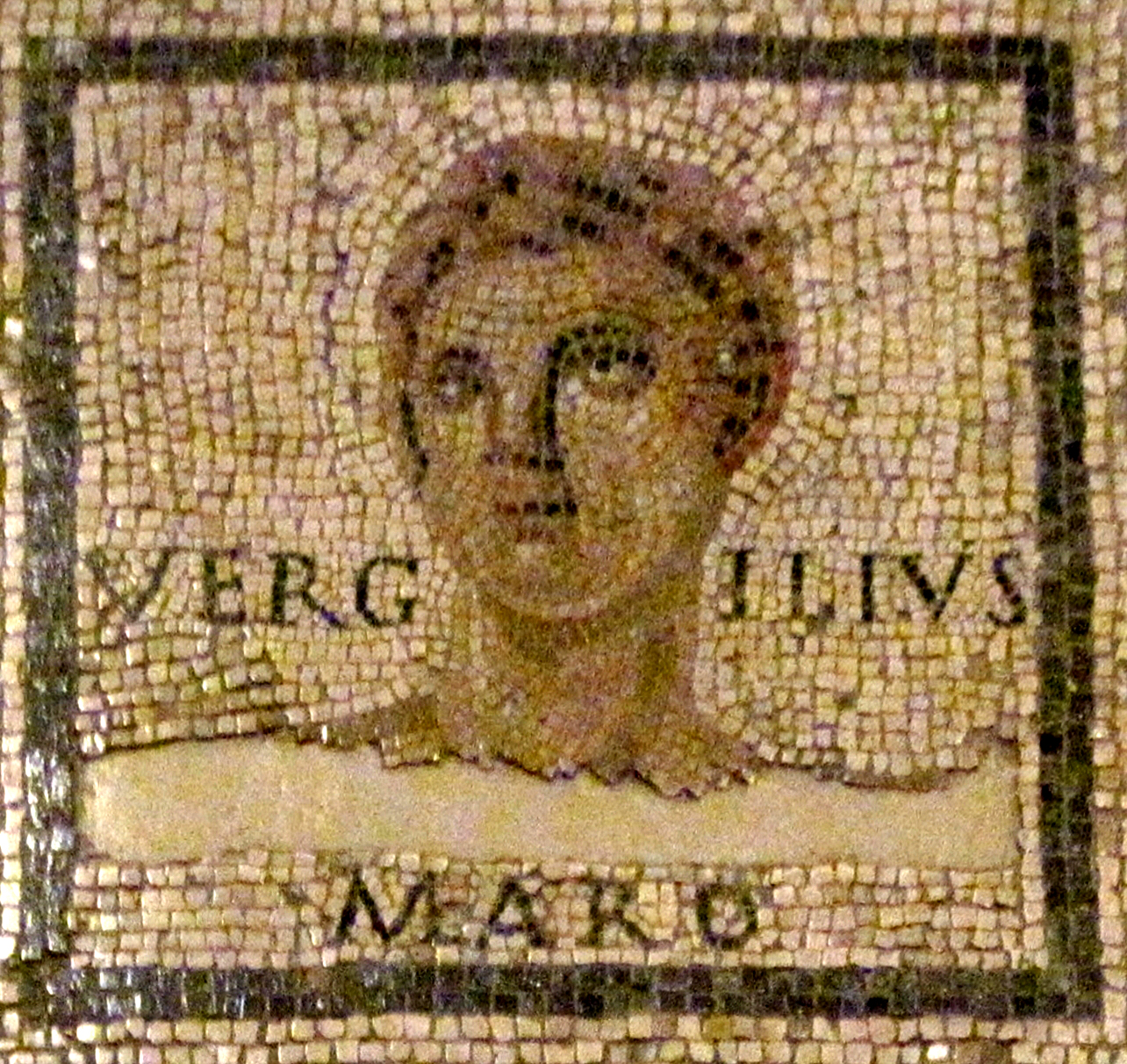
Rappresentazione di Virgilio (Monnus-Mosaic, Rheinisches Landesmuseum Treviri)

La locuzione latina Carpent tua poma nepotes, tradotta letteralmente, significa i nipoti raccoglieranno i tuoi frutti (Virgilio, Egloghe, IX, 50).
Si può intendere nel significato che altri mieteranno dove noi abbiamo seminato, ed anche nel senso meno egoistico che l'uomo non deve lavorare solo per sé stesso, ma anche per le generazioni future.